# Renegade (альбом)
Renegade (с англ. — «Отступник») — третий студийный альбом шведской пауэр-метал-группы HammerFall, выпущенный в октябре 2000 года  на лейбле Nuclear Blast. Альбом возглавил шведские хит-парады, в итоге став «золотым». Первый альбом группы с ударником Андерсом Юханссоном.

## Список композиций
1. «Templars of Steel» — 05:24
2. «Keep the Flame Burning» — 04:39
3. «Renegade» — 04:21
4. «Living in Victory» — 04:42
5. «Always Will Be» — 04:49
6. «The Way of the Warrior» — 04:06
7. «Destined for Glory» — 05:09
8. «The Champion» — 04:56
9. «Raise the Hammer» — 03:22
10. «A Legend Reborn» — 05:10

Бонус-трек
1. «Head Over Heels» (кавер песни Accept при участии Удо Диркшнайдера) — 04:35

## Участники записи
- Йоаким Канс — вокал
- Оскар Дроньяк — соло-гитара, ритм-гитара, клавишные, бубен, бэк-вокал
- Стефан Эльмгрен — гитары (соло, ритм, акустическая, двенадцатиструнная), бэк-вокал
- Магнус Розен — бас-гитара
- Андерс Юханссон — ударные

Приглашённые музыканты
- Джин Симмонс — бэк-вокал на «Destined for Glory»
- Пол Симмонс — бэк-вокал на «Destined for Glory»

## Позиции в чартах
| Чарт                                | Позиция |
| ----------------------------------- | ------- |
| Австрия (Ö3 Austria)                | 43      |
| Финляндия (Suomen virallinen lista) | 34      |
| Германия (Offizielle Top 100)       | 17      |
| Швеция (Sverigetopplistan)          | 1       |
| Швейцария (Schweizer Hitparade)     | 72      |